# Ascenso Ferreira
Ascenso Carneiro Gonçalves Ferreira (Palmares, 9 de maio de 1895 –  Recife, 5 de maio de 1965) foi um poeta brasileiro, conhecido por integrar o movimento modernista de 1922 com uma poesia que destacava a temática regional de sua terra. Usava sempre um grande chapéu de palha, que o caracterizava.

## Biografia
Órfão aos treze anos de idade, passou a trabalhar na mercearia de um tio e, em 1911, publicou no jornal A Notícia de Palmares o seu primeiro poema, Flor Fenecida.
Em 1920, mudou-se para o Recife, onde tornou-se funcionário público e passou a colaborar com o Diário de Pernambuco e outros jornais.
Em 1922 casou-se com Maria Stella, filha do poeta, funcionário público e literato pernambucano Fernando Griz, viveu toda a sua vida com Maria Stella, morando no bucólico bairro do Hipódromo. Juntos criaram seu sobrinho e afilhado Gilberto Teixeira Griz.
Em 1925, participou do movimento modernista de Pernambuco e, em 1927, publicou seu primeiro livro, Catimbó. Viajou a vários estados brasileiros para promover recitais.
Em 1933 conheceu Maria de Lourdes Medeiros e passou a viver com ela também. Em 1948 nasceu Maria Luísa, filha do casal.
Em 1941 publicou o seu segundo livro Cana Caiana. O terceiro livro Xenhenhém estava pronto para ser editado, mas só sairia em 1951, incorporado à edição de Poemas, que foi o primeiro livro surgido no Brasil apresentando disco de poesias recitadas pelo seu autor – a edição continha, ainda, o poema O trem de Alagoas, musicado por Villa-Lobos.
Em 1955, participou ativamente da campanha presidencial de Juscelino Kubitschek, inclusive participando de comícios no Rio de Janeiro. Em 1956, foi nomeado por JK para a direção do Instituto Joaquim Nabuco de Pesquisas Sociais, no Recife, mas a nomeação foi cancelada dez dias depois, porque um grupo de intelectuais recifenses não aceitava que o poeta e boêmio irreverente assumisse o cargo. Foi nomeado, então, assessor do Ministério da Educação e Cultura, onde só comparecia para receber o salário.
Em 1963, a Editora José Olympio lançou Catimbó e outros poemas.

## Obras
Também compôs canções, destacando-se:
- Chove chuva! (com Hekel Tavares)
- Engenhos de minha terra (com Valdemar de Oliveira)
- Vou danado pra catende (Posteriormente Alceu Valença fez sua versão)
- Maracatu (Musicado posteriormente por Alceu Valença)
- Maracatu (Versão com Valdemar de Oliveira)
- Meu boi Surubim
- Onde o sol descamba (com Capiba)